# Ryōji Noyori
Ryōji Noyori (野依良治?, Noyori Ryōji; Ashiya, 3 settembre 1938) è un chimico giapponese.

## Biografia
Figlio di un chimico ricercatore per un'azienda, cresce affascinato dal lavoro del padre: la casa è sempre piena di riviste scientifiche e di campioni di plastica e fibre. All'età di 12 anni assiste ad una conferenza sul nylon e rimane molto impressionato dal fatto che può essere prodotto da carbone, aria e acqua.
Nel 1957, con il lancio dello Sputnik, si convince dell'importanza che ha lo sviluppo delle scienze sulla tecnologia applicata. Nello stesso anno entra all'Università di Kyoto che era considerata un centro d'eccellenza per lo studio dei polimeri, l'argomento che lo ha sempre affascinato.
Si laurea nel 1961 e, dopo la laurea magistrale (1963), viene nominato istruttore presso il laboratorio del prof. Nozaki. In quegli anni si interessa di chimica fisica organica e, soprattutto, di catalisi enantioselettiva. Nel 1967, dopo aver terminato il dottorato, riceve un'inaspettata proposta per il ruolo di professore associato presso l'Università di Nagoya; lì inizia ad interessarsi di chimica metallorganica.
Il periodo ad Harvard (1969-70) partorisce il suo nuovo interesse per l'idrogenazione; durante questa prima esperienza all'estero rimane molto impressionato dalla grande differenza tra l'Occidente ed il suo paese. Ritornato in patria nel 1972 viene promosso a professore ordinario a soli 33 anni. 
Negli anni successivi, occupandosi di sintesi asimmetrica, utilizza il BINAP come legante in sintesi catalitiche. L'utilizzo dei composti BINAP-metallici (Rh e Ru) ha portato a grandi sviluppi nella sintesi di molecole di interesse farmacologico. 
È stato insignito della laurea ad honorem in Chimica Industriale all'Università degli Studi di Bologna.
Nel 2001 viene insignito del Premio Nobel per «il lavoro sulle reazioni di idrogenazione attivate da catalisi chirale».